# Beautiful Memories (album)
Beautiful Memories – winylowy album muzyczny nagrany przez Binga Crosby'ego dla United Artists Records w 1976 roku. Został wydany w 1977 roku. 
Piosenki z albumu zostały zawarte na 3-płytowym zestawie „Bing Crosby - The Complete United Artists Sessions” wydanym przez EMI Records w 1997 roku.

## Lista utworów

### Strona pierwsza
| Nr | Tytuł utworu                            |
| -- | --------------------------------------- |
| 1. | „Beautiful Memories”                    |
| 2. | „A Little Love and Understanding”       |
| 3. | „My Resistance Is Low”                  |
| 4. | „Children”                              |
| 5. | „Déjà Vu (As Tho’ You Never Went Away)” |
| 6. | „When a Child Is Born”                  |

### Strona druga
| Nr  | Tytuł utworu            |
| --- | ----------------------- |
| 7.  | „The More I See You”    |
| 8.  | „What I Did for Love”   |
| 9.  | „Yours Sincerely”       |
| 10. | „We've Only Just Begun” |
| 11. | „The Woman on Your Arm” |
| 12. | „The Only Way to Go”    |